# Orleane
De Orleane (ook gespeld als Orleana, Oreleana, Orelana of Orellana) is een kreek in het district Commewijne in Suriname. De kreek heeft ook wel bekend gestaan als Peersen-kreek en als Hoer-Helena-kreek.

## Verkaveling
De Orleane mondt uit in de Commewijnerivier tussen de (voormalige) plantages Tyronne en Beekenhorst. Volgens Van der Aa ontspringt de Orleane ergens op de plantage Montpellier, maar in werkelijkheid is dat voorbij de plantage Pottendorf.
Vanaf 1774 werden aan de Orleanekreek plantagegronden uitgegeven. Op deze gouvernementsverkaveling kon elke gegadigde inschrijven, ongeacht afkomst of religie. De verkaveling bestond uit kleine en smalle percelen van elk 100 akkers, met een breedte van 10 ketting, te klein voor een normale productieplantage. Dat was dan ook niet de bedoeling; de gedachte was om er kost te laten verbouwen, want een tekort aan kost was een veelvuldig terugkerend probleem in de kolonie. De verkaveling was tevens bedoeld om de “kleine man” een kans te geven in de planterij. Immers, voor de aanleg van een kostgrond was niet veel kapitaal nodig. De opzet mislukte echter; binnen enkele jaren waren de meeste kavels samengevoegd tot middelgrote productieplantages.

## Etymologie
De naam Orleane is waarschijnlijk ontleend aan de Orleaanboom die een geel-rode kleurstof (anatto) levert. De boom ontleent haar naam aan de Spaanse conquistador Francisco de Orellana, die in 1541 is aangevallen door een groep inheemsen waarvan huid en/of haar beschilderd was met genoemde kleurstof.
Op een kaart van de labadisten, een Nederlandse piëtistische sekte, wordt de Orleane de Peersen-kreek genoemd. De achtergrond hiervan is onbekend. De labadisten waren niet gevestigd bij de Orleane. Wellicht werkte Johanna Helena Herolt (tekenaar/schilder van insecten en planten) in de omgeving. Deze labadiste kwam in 1711 naar Suriname en stierf tussen 1723 en 1730.
De Orleane is ook bekend onder de naam Hoer-Helenakreek. Wie deze term voor het eerst bezigde(n) en waarom is onbekend. Een kaart van landmeter Leupe uit 1746 vermeldt Hoerhelena creecq. Mogelijk is het een verbastering van Orleane, maar er kan ook een vrouw hebben gewoond waar men het niet op voorzien had. Van der Aa zegt hierover: Het is toch niet te denken, dat eene geriefelijke vrouw in der tijd hare toestemming zou gegeven hebben, tot de benaming der kreek.
Aan de Orleane was (reeds in de 18e eeuw) een koffieplantage gelegen onder de naam Vrouwenvlijt. In 1834 was deze in bezit van de erven C. Nering Bögel en A.H.A. Mamin. Een andere vermelding van een vrouw bij de naam Orleane vinden we in katholieke verslaglegging. De Nederlander Romme werkte vanaf 1868 in een 'kamp van den Indiaanschen stam der Arowakken nabij de verlaten post Montpellier aan de Oreleana-kreek'. In 1872 kwam bisschop Swinkels op bezoek voor een vormsel-plechtigheid en ontmoette daar een vrouw die hij omschreef als 'moeder der Indianen': Deze indianen arbeiden op de cacaoplantage van een naburig grondbezitter. Dezes dochter heeft voor een goed deel bijgedragen tot den bloeienden staat, waarin deze zogenaamde wilden leven.
Een vermelding van de naam Helena vinden we bij de Brit Palgrave. Hij beschrijft in 1876 een al dan niet historisch bestaande mullatin aldus: On the bank of this creek flourished in days gone by the still famous Helena, a mulatto syren, whose dusky charms are said to have rivalled in their mischievous effects if not in other respects those of her Grecian namesake.